# Кубок Швеції з футболу 2011
Кубок Швеції з футболу 2011 — 56-й розіграш кубкового футбольного турніру у Швеції. Титул вдруге поспіль здобув Гельсінгборг ІФ.

## Календар
| Раунд            | Дата                        | Матчі | Клуби   |
| ---------------- | --------------------------- | ----- | ------- |
| Попередній раунд | 5-26 березня 2011           | 26    | 98 → 72 |
| Перший раунд     | 16 березня - 5 квітня 2011  | 24    | 72 → 48 |
| Другий раунд     | 6-27 квітня 2011            | 16    | 48 → 32 |
| 1/16 фіналу      | 10-18 травня 2011           | 16    | 32 → 16 |
| 1/8 фіналу       | 29 травня 2011              | 8     | 16 → 8  |
| 1/4 фіналу       | 15 червня - 29 вересня 2011 | 4     | 8 → 4   |
| 1/2 фіналу       | 14 вересня - 29 жовтня 2011 | 2     | 4 → 2   |
| Фінал            | 5 листопада 2011            | 1     | 2 → 1   |

## 1/16 фіналу
| Команда 1              | Рахунок         | Команда 2       |
| ---------------------- | --------------- | --------------- |
| 10 травня 2011         |                 |                 |
| Отвідабергс ФФ (2)     | 3:0             | АІК             |
| 11 травня 2011         |                 |                 |
| ІФК Лулео (3)          | 1:2             | «Юргорден»      |
| «Сіріус» (3)           | 0:1             | Кальмар ФФ      |
| «Естерс» (2)           | 0:0 дч пен. 4:2 | «Геккен»        |
| «Васалундс» (3)        | 2:1             | М'єльбю АІФ     |
| Фалькенбергс ФФ (2)    | 0:0 дч пен. 4:2 | «Сиріанска»     |
| Юнгшиле СК (2)         | 2:2 дч пен. 2:4 | Еребру СК       |
| «Єнчепінг Седра» (2)   | 0:4             | Мальме ФФ       |
| 12 травня 2011         |                 |                 |
| «Лімгамн Банкефлу» (3) | 2:6             | ІФК Гетеборг    |
| ГІФ Сундсвалль (2)     | 2:3 дч          | ГАІС            |
| ФК Тролльгеттан (3)    | 1:2             | Треллеборг ФФ   |
| «Броммапойкарна» (2)   | 3:1             | «Єфле»          |
| ІФК Вернаму (2)        | 0:1             | «Ельфсборг»     |
| Ландскруна БоІС (2)    | 2:4 дч          | Гельсінгборг ІФ |
| БКВ Норртельє (4)      | 3:4             | ІФК Норрчепінг  |
| 18 травня 2011         |                 |                 |
| Карлстад БК (3)        | 1:4             | Гальмстад БК    |

## 1/8 фіналу
| Команда 1          | Рахунок         | Команда 2            |
| ------------------ | --------------- | -------------------- |
| 29 травня 2011     |                 |                      |
| «Васалундс» (3)    | 0:0 дч пен. 4:5 | Фалькенбергс ФФ (2)  |
| Еребру СК          | 1:0             | ГАІС                 |
| Гельсінгборг ІФ    | 2:1             | Треллеборг ФФ        |
| Отвідабергс ФФ (2) | 2:1             | «Естерс» (2)         |
| ІФК Норрчепінг     | 0:2             | Кальмар ФФ           |
| «Ельфсборг»        | 3:1             | «Броммапойкарна» (2) |
| ІФК Гетеборг       | 1:0             | «Юргорден»           |
| Гальмстад БК       | 0:3             | Мальме ФФ            |

## 1/4 фіналу
| Команда 1           | Рахунок         | Команда 2    |
| ------------------- | --------------- | ------------ |
| 15 червня 2011      |                 |              |
| Кальмар ФФ          | 1:1 дч пен. 4:3 | Мальме ФФ    |
| Отвідабергс ФФ (2)  | 0:3             | Еребру СК    |
| 21 липня 2011       |                 |              |
| Фалькенбергс ФФ (2) | 2:3             | ІФК Гетеборг |
| 29 вересня 2011     |                 |              |
| Гельсінгборг ІФ     | 2:0             | «Ельфсборг»  |

## 1/2 фіналу
| Команда 1       | Рахунок | Команда 2       |
| --------------- | ------- | --------------- |
| 14 вересня 2011 |         |                 |
| ІФК Гетеборг    | 3:4 дч  | Кальмар ФФ      |
| 29 жовтня 2011  |         |                 |
| Еребру СК       | 1:3     | Гельсінгборг ІФ |

## Фінал
| 5 листопада 2011 16:30 (EEST) |

| Гельсінгборг ІФ                                | 3:1      | Кальмар ФФ      |
| ---------------------------------------------- | -------- | --------------- |
| Сантос 26' Махлангу 55' К.Андерссон 81' (пен.) | Протокол | Ізраельссон 45' |

| Олімпія, Гельсінборг Глядачів: 9 513 Арбітр: Маркус Стрембергссон |